# Evangelische Kirche (Lohne)

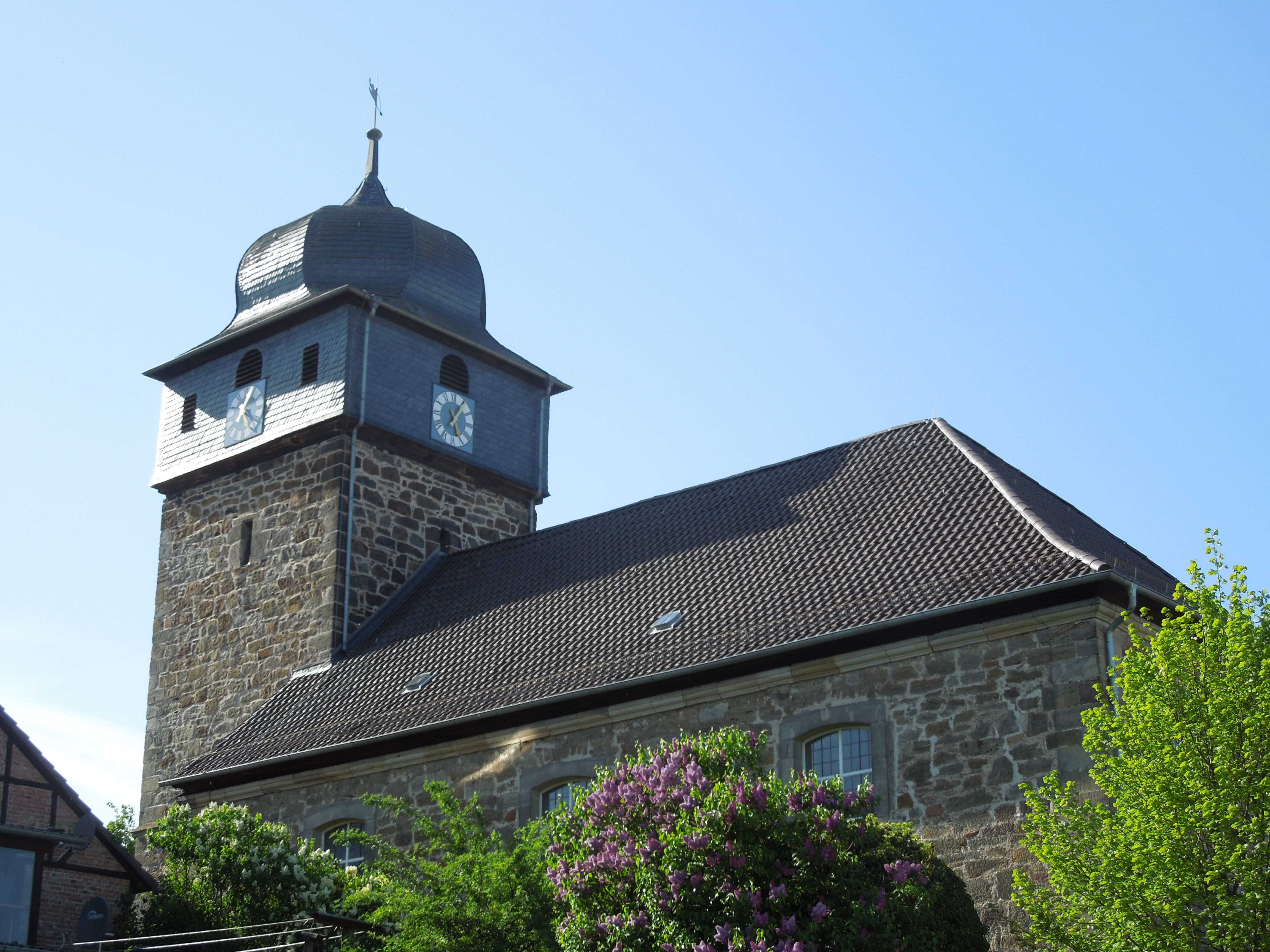
Evangelische Kirche in Lohne

Die evangelische Kirche Lohne ist ein denkmalgeschütztes Kirchengebäude in Lohne, einem Stadtteil von Fritzlar im Schwalm-Eder-Kreis in Hessen. Die Kirchengemeinde gehört zum Kirchenkreis Schwalm-Eder im Sprengel Marburg der Evangelischen Kirche von Kurhessen-Waldeck.

## Beschreibung
Das Erdgeschoss des mittelalterlichen Turms einer ehemaligen Wehrkirche aus Bruchsteinen ist noch romanisch, das darüber liegende Geschoss dagegen bereits gotisch. 1665 wurden dem Turm ein weiteres Geschoss aus schiefergedecktem Holzfachwerk und eine gedrungene zwiebelförmige Haube aufgesetzt. Das Kirchenschiff aus Bruchsteinen wurde 1793/94 angebaut. 
Der Innenraum wurde mit einem stuckierten Spiegelgewölbe überspannt. In ihm befindet sich ein spätgotisches Sakramentshaus. Die erste Orgel wurde 1804 von Georg Peter Wilhelm gebaut. Sie wurde 2009 durch eine Orgel mit 16 Registern, zwei Manualen und Pedal von Andreas J. Schiegnitz ersetzt.